# Nicole Belstler-Boettcher
Nicole Belstler-Boettcher (eigentlich Marnie-Nicole Belstler-Boettcher; * 6. März 1963 in West-Berlin) ist eine deutsche Schauspielerin.

## Leben und Karriere
Belstler-Boettcher ist die Tochter der Schauspielerin Grit Boettcher und des Fernsehredakteurs Wolfgang Belstler. Sie absolvierte ein Germanistikstudium, später nahm sie Schauspielunterricht.
Einem breiten Publikum wurde Belstler-Boettcher durch ihre Rolle der Sandra Behrens in der Daily Soap Marienhof bekannt, die sie zunächst von 1995 bis 1997, ein weiteres Mal von 1999 bis 2009 und ferner von Juli bis Oktober 2010 verkörperte. Zudem wirkte sie u. a. in den Produktionen Die schnelle Gerdi, In aller Freundschaft und Das Traumschiff mit. 2013 hatte sie eine kleine Gastrolle im RTL-Film Helden – Wenn dein Land dich braucht.
Belstler-Boettcher hatte auch zahlreiche Auftritte am Theater. Zudem war sie Moderatorin bei VIVA Zwei.
Die Schauspielerin hat zwei Töchter.
Im August 2018 war sie Kandidatin der 6. Staffel der Reality-Show Promi Big Brother. In der dritten Runde wurde sie von vier Mitbewohnern auf die Auswahlliste gesetzt und erhielt nicht genug Zuschaueranrufe, sodass sie das Haus verlassen musste.

## Filmografie
Fernsehen (Auswahl)
- 1979–1981: Was sich liebt, das neckt sich (Das Erste, Regie: Ralf Gregan)[1]
- 1988: Die schnelle Gerdi
- 1990: Das Traumschiff – Disney World
- 1992: Gute Zeiten, schlechte Zeiten
- 1994: Ihre Exzellenz, die Botschafterin (ZDF, Regie: Peter Deutsch)
- 1994–2010: Marienhof (Fernsehserie)
- 1997: Geisterjäger John Sinclair: Die Dämonenhochzeit
- 2000: Bei aller Liebe – Lügen und lange Beine
- 2000–2001: Powder Dark (ARD, Regie: Mike Zens, Georg Schliemann)
- 2001: Brudertag (Kurzfilm, Regie Alexander Dierbach)
- 2003: Tatort: Sechs zum Essen (ARD, Regie: Filippos Tsitos)
- 2004: Es ist, was es ist (Kurzfilm)
- 2004: Die Fallers (SWR, Regie: Alexander Wiedl)
- 2005: Tatort: Schneetreiben (ARD, Regie: Tobias Ineichen)
- 2008: Utta Danella – Mit Dir die Sterne sehen (ARD, Regie: Gloria Behrens)
- 2009: In aller Freundschaft – Narben
- 2010: Hanna – Folge deinem Herzen (ZDF, Regie: Walter Franke, Mattes Reischel)
- 2010: Tatort: Jagdzeit (ARD, Regie: Peter Fratzscher)
- 2011: Heiter bis tödlich – Hubert und Staller (Episode Mein lieber Schwan, ARD, Regie: Oliver Mielke)
- 2012: SOKO Stuttgart – Filmtod
- 2012: Helden – Wenn dein Land dich braucht (RTL, Regie: Hansjörg Thurn)
- 2014: Blut, Reis und Tränen, Regie Johannes Rosenstein
- 2015: Hammer & Sichl – Russisches Roulette (BR, Regie: Oliver Mielke)
- 2018: Hubert und Staller – Babyboom
- 2018: Promi Big Brother (Teilnehmerin der 6. Staffel)
- 2020: SOKO München (ZDF, Regie: Katrin Schmidt, Folge Tod eines Autors)
- 2020: Stichtag (Jugendserie, Regie Christof Pilsl)

## Bühne
- 1989: Jetzt nicht, Liebling (Regie: Gerd Vespermann, Theater Komödie Frankfurt)
- 1991–1992: Zwiebelbrot und Butterplätzchen (Komödie im Bayerischen Hof)
- 2000–2001: Hals und Beinbruch (Komödie am Max II)
- 2013: Omma Superstar (Regie Rene Heinersdorf, Contra-Kreis-Theater, Bonn, Theater am Dom, Köln)
  - 2013: Omma Superstar (Komödie an der Kö, Düsseldorf)
  - 2014: Omma Superstar (Komödie im Bayerischen Hof, München)
- 2016: Bei Hitze ist es wenigstens nicht kalt (Regie: Oliver Geilhardt, Komödie am Altstadtmarkt, Braunschweig)
- 2019: Eine ganz heiße Nummer (Regie: Jan Bodinus, Komödie am Altstadtmarkt, Braunschweig)

## Synchron
- Felicia Sundew, Staffel 1 Disney Amphibia
- Acilia und Big Mom, One Piece